# Françoise Dolto
Françoise Dolto (1908 – 1988) là một bác sĩ và nhà phân tâm học người Pháp, nổi tiếng với nghiên cứu về trẻ sơ sinh và trẻ em. Bà đã làm một cuộc cách mạng trong lĩnh vực tâm lý – trị liệu cho trẻ em và với cặp mẹ con.
Bà đã làm việc với Jacques Lacan và nói rằng trẻ em đã có thứ ngôn ngữ trước cả ngôn ngữ (với cơ thể của nó). Bà đã đóng góp vào vấn đề hình ảnh cơ thể mang tính vô thức, và bị ảnh hưởng từ nhiều công trình của Maud Mannoni.
Francoise Dolto là mẹ của Carlos (1943 – 2008), một ca sĩ và là chị của Jacques Marette, một bộ trưởng.

### Tác phẩm thứ cấp
- Jean-François de Sauverzac, Françoise Dolto itinéraire d'une psychanalyste, éd. Aubier, 1993, pocket edition: Flammarion 2008, ISBN 2-08-121798-8
- Jean-Claude Liaudet, Dolto expliquée aux parents, éd. L’Archipel, Paris, 1998. Traductions : A criança explicada aos pais [Segundo Dolto], éd. Pergaminho, Cascais (Portugal), 2000 ; Dolto para padres, Plaza & Janès editores, Barcelona (Espagne), 2000
- Bernard Martino, Le bébé est une personne, éd. Balland, Paris, 1985
- Françoise Dolto, aujourd’hui présente, in Actes du colloque de l’Unesco, pp. 14–17 janvier 1999, éd. Gallimard, Paris, 2000
- Catherine Dolto, Il y a 10 ans la psychanalyste des enfants disparaissait Catherine Dolto-Tolitch parle de l’après Dolto, Ed. Lien social, Numéro 467, 17 décembre 1998.
- Theory and Practise in Child Psychoanalysis: An Introduction to Francoise Dolto's Work, ed. by Guy Hall, Francoise Hivernel, Sian Morgan, Karnac Books, 2009, ISBN 1-85575-574-2
- René-Jean Bouyer: Les Mémoires d'un bébé : Un siècle d'éducation de l'enfant de Pasteur à Dolto, Jean-Claude Gawsewitch, 2010, ISBN 2-35013-232-3

### Phê bình văn học
- Guy Baret, Comment rater l’éducation de son enfant avec Françoise Dolto. Éd. Ramsay, 2003
- Le livre noir de la psychanalyse. Vivre, penser et aller mieux sans Freud. direction by Catherine Meyer, édition Les Arènes, Paris, 2005
- Daniela Lumbroso, Françoise Dolto, la vie d'une femme libre, édition Plon, Paris, 2007
- Didier Pleux :
  - Génération Dolto, éditions Odile Jacob, Paris, 2008
  - Françoise Dolto, la déraison pure., Preface by Michel Onfray. Éditions Autrement, Collection « Universités populaires et Cie », 2013
  - La Révolution du divan: Pour une psychologie existentielle. Éditions Odile Jacob, 2015
- Sabine Gritt Un foetus mal léché.Trois ans avec Dolto., éditions sciences humaines, 2015